# 盧從願
卢从愿（？—737年），字子龚，相州临漳（今河南安陽）人，祖籍范阳涿（今河北省涿州市），出自范阳卢氏北祖第三房。

## 家世
出身山东（太行山东）著姓范阳卢氏北祖第三房。北魏度支尚书卢昶六代孙。

## 生平
卢从愿二十歲時（弱冠）举明经，官授绛州夏县尉，又应制举，拜右拾遗。历任右肃政监察御史，充山南道黜陟巡抚使，殿中侍御史，中书舍人。 
唐睿宗景云元年（710年），卢從愿為吏部侍郎。他主持吏部典选六年，深得皇帝和百官称赞。唐高宗时的吏部侍郎裴行俭、马载两人最为称职。现在的卢从愿与李朝隐（与卢从愿同任吏部侍郎）亦有享有美誉。当时人称曰：吏部前有马、裴，后有卢、李。唐玄宗特别授予他一子为太子通事舍人，还追赠其父卢敬一为郑州长史。
开元四年（716年），玄宗召集全国新授的各县县令，当殿进行策试，不及格的一律免官回去重新学习。卢从愿因典选官员非才，被贬为豫州刺史。他在豫州任内为政严简，按察使考核其政绩为天下第一等，被征入为工部侍郎，转尚书左丞。又与杨滔及吏部侍郎裴漼、礼部侍郎王丘、中书舍人刘令植改编《开元后格》，升迁中书侍郎。开元十一年（723年），拜工部尚书，加银青光禄大夫，仍令东都留守。十三年，随玄宗封禅泰山，又加金紫光禄大夫，封固安县开国公，代韦抗为刑部尚书。
他在吏部校考官员时，得罪了很多人，玄宗打算以從願为相，但御史中丞宇文融密奏“从愿广占良田”，又因其“族望婚宦鼎盛于一时（以宗族繁盛，附託者眾）”作罢。后来还在早朝途中被人用暗箭行刺，射中他的随从，追捕凶手却不获。
728年，卢从愿因儿子被御史弹劾而受到连坐，被贬为绛州刺史，后迁任太子宾客。晚年以吏部尚书致仕。732年，河北道发生饥荒，粮食价格上涨，卢从愿被任命为宣抚处置使，主持开仓赈济饥民。任务完成后，就以年老上表乞骸骨，玄宗让他以吏部尚书致仕，开元二十五年（737年）卒，年七十余，赠定州大都督，谥曰文。
夫人荥阳郡夫人郑氏（681年—740年），祠部郎中郑从简次女，有墓志铭出土。有子四人，卢缵，王屋令；卢论，比部郎；卢允，陕司仓；卢衡，都水丞。

## 延伸阅读
[在维基数据编辑]
 在维基文库阅读此作者作品
 《舊唐書/卷100》，出自刘昫《舊唐書》
 《新唐書·卷129》，出自《新唐書》